# Jamie Haskell
Jamie Victoria Haskell (nacida Jamie Victoria Johnson, Bemidji, 18 de julio de 1980) es una deportista estadounidense que compitió en curling. Su hermana Cassandra compitió en el mismo deporte.
Ganó una medalla de plata en el Campeonato Mundial de Curling Femenino de 2005. Participó en los Juegos Olímpicos de Turín 2006, ocupando el octavo lugar en la prueba femenina.

## Palmarés internacional
| Campeonato Mundial | Campeonato Mundial    | Campeonato Mundial | Campeonato Mundial |
| Año                | Lugar                 | Medalla            | Prueba             |
| ------------------ | --------------------- | ------------------ | ------------------ |
| 2005               | Paisley (Reino Unido) | Medalla de plata   | Equipo             |